# Bió d'Esmirna
Bió d'Esmirna (en llatí Bion, en grec antic Βίων) fou un poeta grec nadiu de Flossa a la riba del riu Meles, prop d'Esmirna, segons Suides. Va viure a l'entorn del 280 aC.
Moscos, que va ser el seu deixeble, diu que va deixar la seva terra natal i va anar a Sicília on va cultivar la poesia bucòlica mentre contemplava el desenvolupament de la natura. També diu que va visitar Macedònia i Tràcia però això és més incert. Sembla que va ser enverinat per algunes persones que després van rebre un merescut càstig pel seu crim. El seu deixeble Moscos va imitar-ne l'estil.
Bió escrivia sobre pastors i cançons d'amor. De la seva obra només resten alguns poemes i fragments d'altres. El seu estil era molt refinat, l'expressió dels sentiments era suau, i els seus versos (només escrivia en hexàmetres) eren molt elegants. En imaginació era superior a Moscos, però en força expressiva era inferior a Teòcrit de Siracusa. El més llarg dels poemes que es conserven es titula Ἐπιτάφιος Ἀδώνιδος. Encara que se l'anomena "poeta bucòlic", cal tenir present que a la seva època la poesia bucòlica es referia també a aquells poemes que tractaven de les vides dels déus i dels herois des d'un punt de vista eròtic.
Tota l’obra conservada de Bió està traduïda en català en el volum Poesia bucòlica grega. Martorell: Adesiara, 2021.